# Aguada (Carballedo)
Aguada (llamada oficialmente Santa Baia de Aguada) es una parroquia española del municipio de Carballedo, en la provincia de Lugo, Galicia.

## Otras denominaciones
La parroquia también es conocida por el nombre de Santa Eulalia de Aguada.

## Organización territorial
La parroquia está formada por dieciséis entidades de población:
- A Corveira
- Agrexán
- Aguada de Riba (Aguada). En el INE aparece como Aguada de Arriba.
- Airexe (A Eirexe)
- As Lamas
- A Tolda
- Bidueiros
- Enxerto
- Fufín
- Marrubio
- Nodar
- O Alto das Lamas
- Pico
- Quintela
- Seber (Sever)
- Vilar do Monte

## Demografía
| Gráfica de evolución demográfica de Aguada entre 2000 y 2020 |
|                                                              |
| Datos según el nomenclátor publicado por el INE.             |